# Petalonyx parryi
Petalonyx parryi là một loài thực vật có hoa trong họ Loasaceae. Loài này được A. Gray miêu tả khoa học đầu tiên năm 1874.

## Hình ảnh

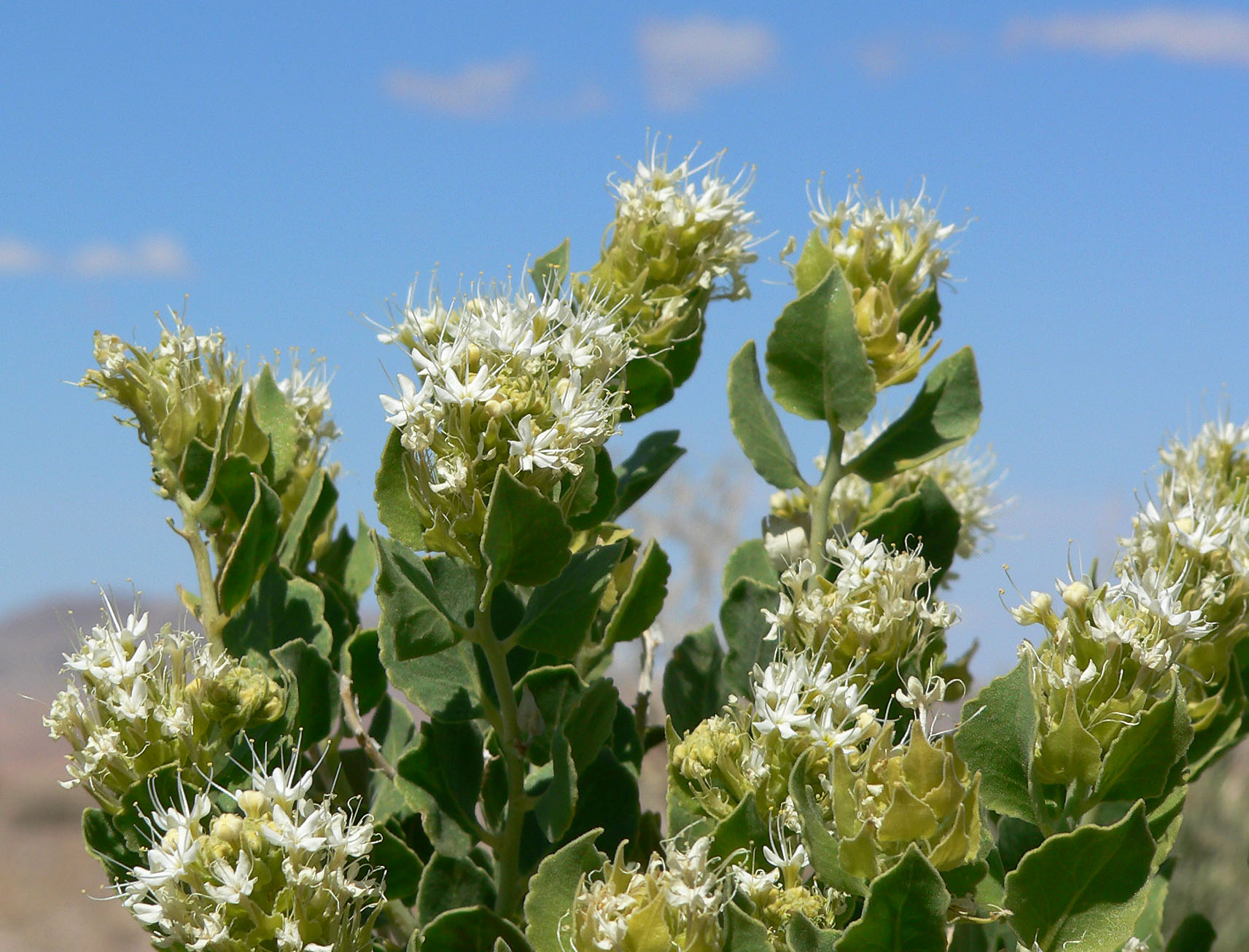
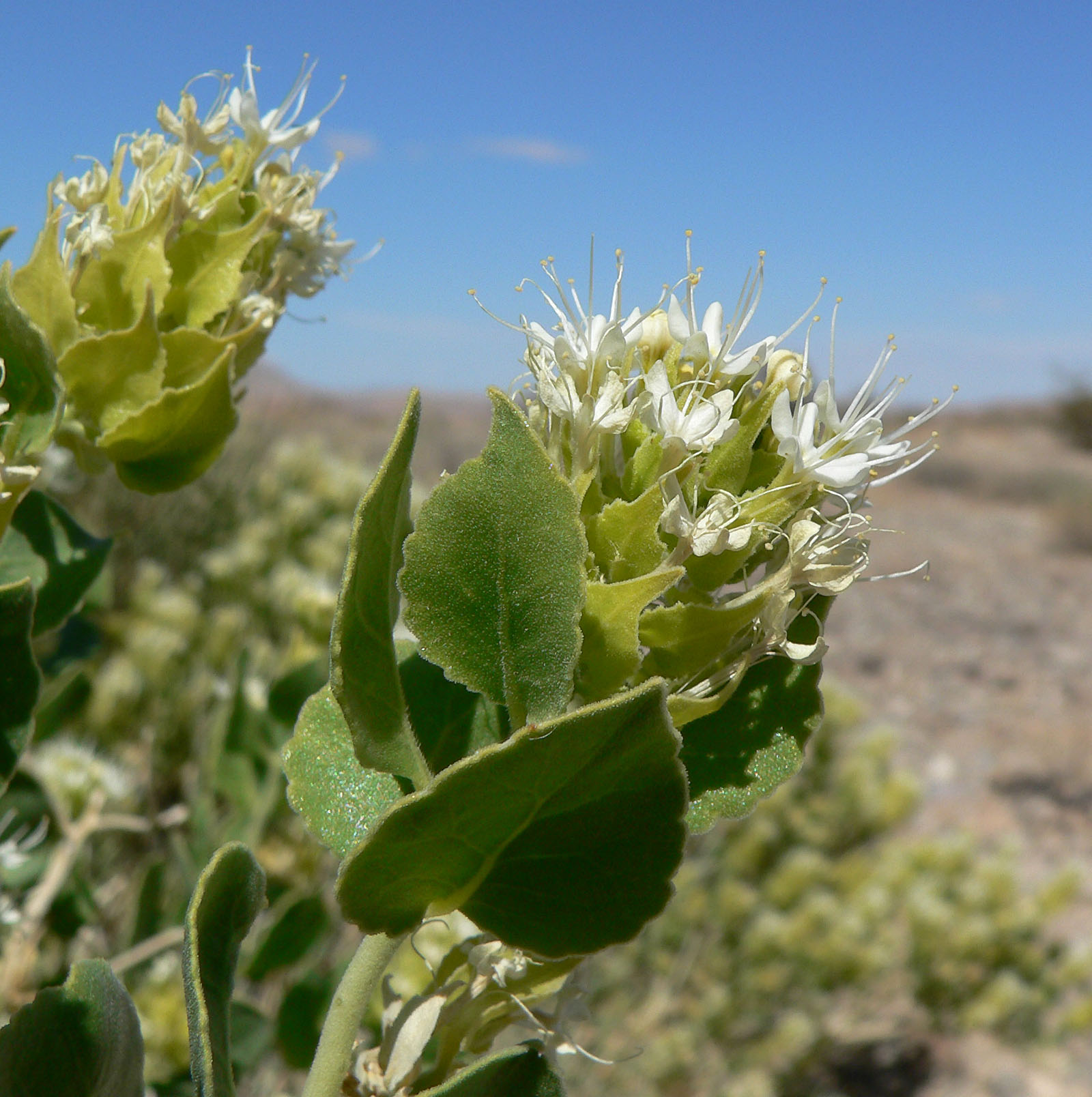
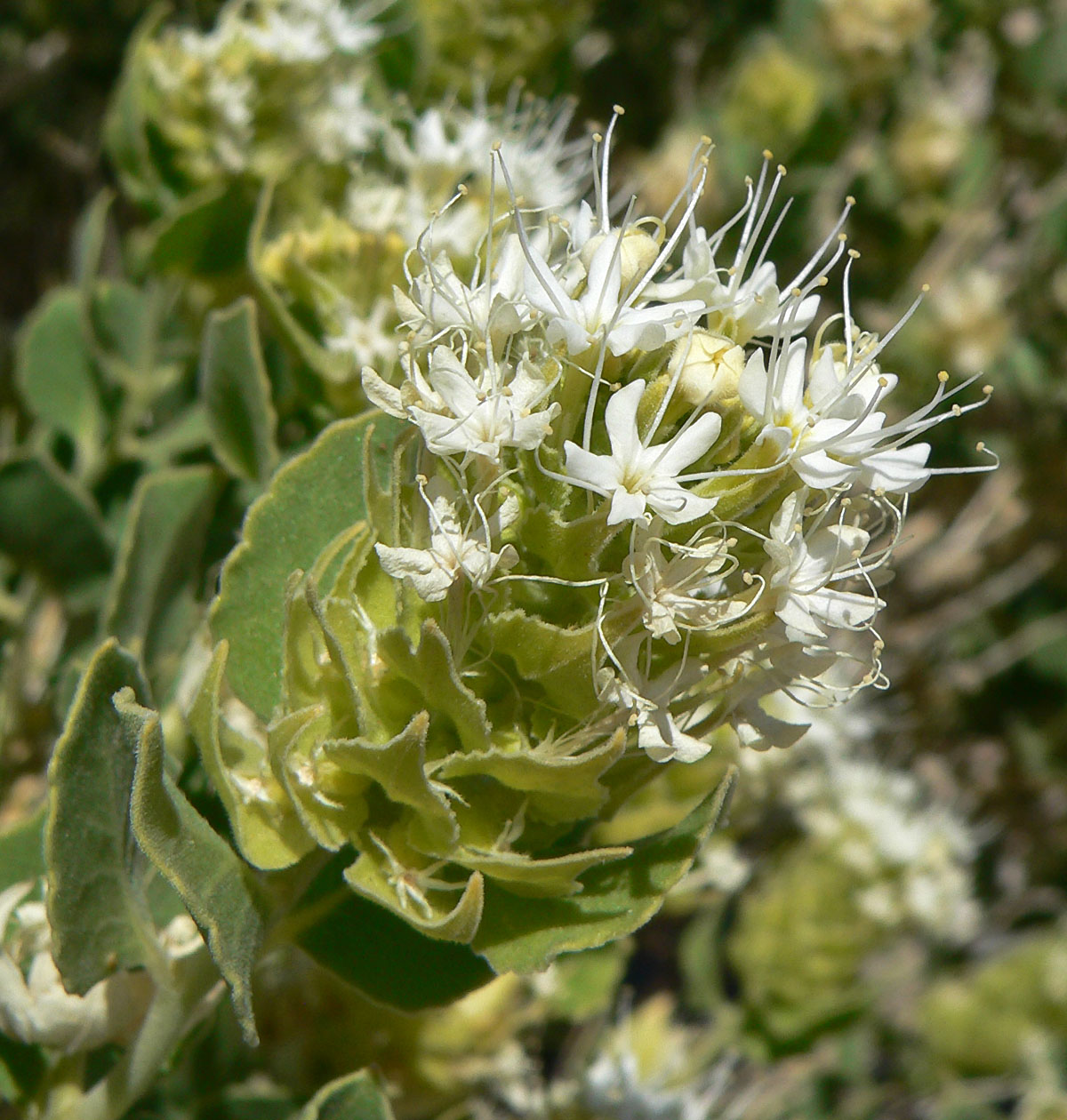
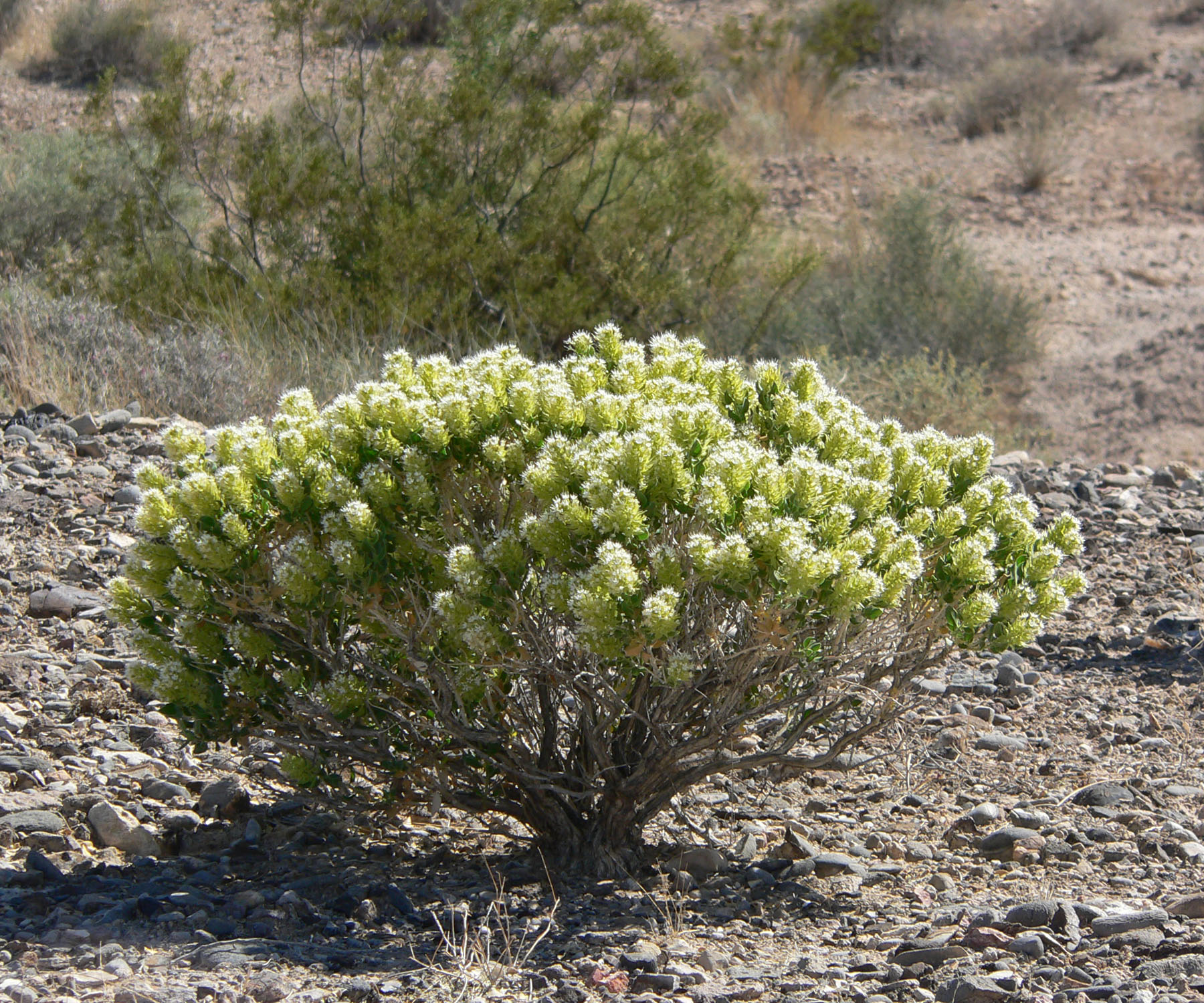